# Monastère de Studenica
Pour les articles homonymes, voir Studenica.
Le monastère de Studenica (Serbe : Манастир Студеница/Manastir Studenica, prononciation serbe : [mânastiːr studɛ̌nit͡sa]) est un monastère orthodoxe serbe du XIIe siècle situé à Studenica, à 39 kilomètres au sud-ouest de Kraljevo et 41 kilomètres à l’est d’Ivanjica au centre de la Serbie. Le monastère a été construit par Etienne Némania (Stefan Nemanja), roi fondateur de la grande Serbie médiévale. C’est le plus grand et le plus riche des monastères du pays. Les deux monuments principaux, l’église de la Vierge et l’église du Roi, sont bâtis de marbre blanc, et sont un véritable conservatoire représentatif de la peinture et de l'art byzantin des XIIIe siècle et XIVe siècle. En 1986, le site a été désigné par l'UNESCO comme un site classé d'héritage culturel de l'humanité.
L'archimandrite Julijan Knežević a été l'higoumène du monastère de Studenica de 1961 à sa mort en 2001.
Il est également inscrit sur la liste des monuments culturels d’importance exceptionnelle de la république de Serbie (identifiant numéro SK 158)

## Historique
La construction du monastère de Studenica débuta en 1183 par Etienne Némania (Stefan Nemanja), roi de Serbie qui a abdiqué du trône au bénéfice de son fils Etienne Syméon (Stefan Prvovenčani) pour entrer dans la communauté de ce monastère dès l'achèvement des travaux en 1196. Deux ans plus tard, il part au Mont Athos en Grèce où il va vivre jusqu'à sa mort en 1199 dans le monastère de Chilandar (Hilandar), celui qu'il a bâti avec son autre fils, Sava (Rastko Nemanjić). Sava reste en Grèce encore quelques années après la mort de son père, puis il retourne en Serbie vers 1206-1208 (vérifier sources) pour devenir le supérieur du monastère de Studenica. Durant son séjour à Studenica, le monastère devient le centre culturel, spirituel, et médical de la Serbie médiévale. En 1219, Saint Sava créée l’église orthodoxe serbe autocéphale, et il est l auteur de la première œuvre littéraire en langue serbe. Malheureusement, le monastère fut victime de pillages durant l’occupation de la Serbie par les Ottomans, qui se sont servis dès leur arrivée du plomb contenu dans les toits pour fabriquer des munitions de guerre, ce qui s'est reproduit lors de la guerre austro-turque (1683-1699). Le monastère a également été victime de dommages durant le premier soulèvement serbe (1804-1813) quand il a vu ces mêmes Ottomans y mettre le feu à deux reprises. En 1846, une reconstruction désastreuse du monastère a endommagé les vieilles fresques avec une épaisse couche de plâtre, et une centaine d'années ont été nécessaires pour remettre les murs dans les conditions d'origine. C'est ici que repose la dépouille du premier roi de Serbie et fondateur de Studenica, Etienne Némania, sa femme Anastasija, et y reposent également les restes de son fils Etienne Syméon. En 1986, l'UNESCO ajoute le site sur la liste des sites d’héritage culturel de l'humanité.

## Architecture et Art
Le monastère constitue deux églises principales : de la vierge Marie (Nommé L’Église de la Mère de Dieu) et du Roi ainsi qu’une plus petite église de Saint-Nicolas. Tous les trois ont des différences   
L’église de la Mère de Dieu est l’église originale du monastère bâti entre 1183 et 1196, l’extérieur de l’église est un hybride de deux styles d'architecture romaine et byzantine qui mène à un nouveau style connu sous le nom de l’école de Rascie. L’intérieur de l’église est décoré, comme sur le mur au nord, il y a une fenêtre de champ carré avec médaillons, gravés sur une plaque de plomb qui représente les huit animaux mythiques et enfin deux rosettes qui symbolisent l’œil de Dieu. Dans la corniche du dôme, il existe une inscription qui est préservé en fragment. L’église a été peinte à l’époque du Prince Vukan et donc le style le reflet. Les murs au sud et ouest ont été peints avec de l’art byzantin durant le début du XIIIe siècle, le tout a été restauré en 1569. Dans les années 1230, la chapelle du nord est consacrée à saint Nicolas et on voit la composition qui représente la Vénération du Crucifié avec un cycle de scène de vie du saint. La chapelle du sud est représentée par les rois Némania et Syméon et la famille du roi Radoslav.
L’église du Roi est construite en 1314 et est nommée pour les Saints Joachim et Anne. Sur la façade, sous la corniche, il y a une inscription gravée en pierre. L’église est une œuvre d’ouvrages expérimental avec une impression de simplicité mais en effet est un modèle bien élaboré d’un ensemble monumental et complexe. La peinture murale est une immense peinture artistique faite par les maîtres artisans de Milutin et couvrent tous les murs du plancher jusqu’au dôme et datent des années 1310 et est parmi les plus prestigieux monuments serbes du XIVe siècle. À l'époque où les murs était peints, le style pictural fût le style favorisé dans le monde chrétien de l’Orient. Le roi Milutin décide de glorifier les saints Joachim et Anne et célèbre la Mère de Dieu aussi.

L’église de Saint Nicolas est la plus petite et la plus simple des trois églises, malheureusement, on ne connait pas l’époque exacte de sa construction mais il y a deux versions : la première est qu’il était en construction lors de l’église de la Mère et la deuxième est qu’elle était bâtie en même temps que la création de la murale. L’édifice a un seul sanctuaire semi-circulaire. L’espace est divisé en trois sections qui est le standard utilisé dans l’architecture des XIe et XIIe siècles. L’église ressemble à un petit édifice plus d’une chapelle. Au début, toute l’église était peinte mais il ne reste que des fragments aujourd'hui. Dans le sanctuaire, il y a des représentations de la Mère de Dieu accompagnée de deux anges. En dessous, il y a les trois Saints père incluant saint Jean Baptiste, qui fait partie de la composition <<Vénération du Crucifié>>. Sur le mur occidental, les pièces de l'entrée à Jérusalem et les Myrrophores sur le tombeau du Christ est présent. Des travaux de restaurations ont permis de découvrir des décorations intéressantes comme des ornements avec des encerclés, des rosettes, médaillons et des représentations graphiques en forme de rinceaux de vigne. Ces ornements ont beaucoup de valeurs et presque entièrement conservé au complet une murale peinturé de l'église. 

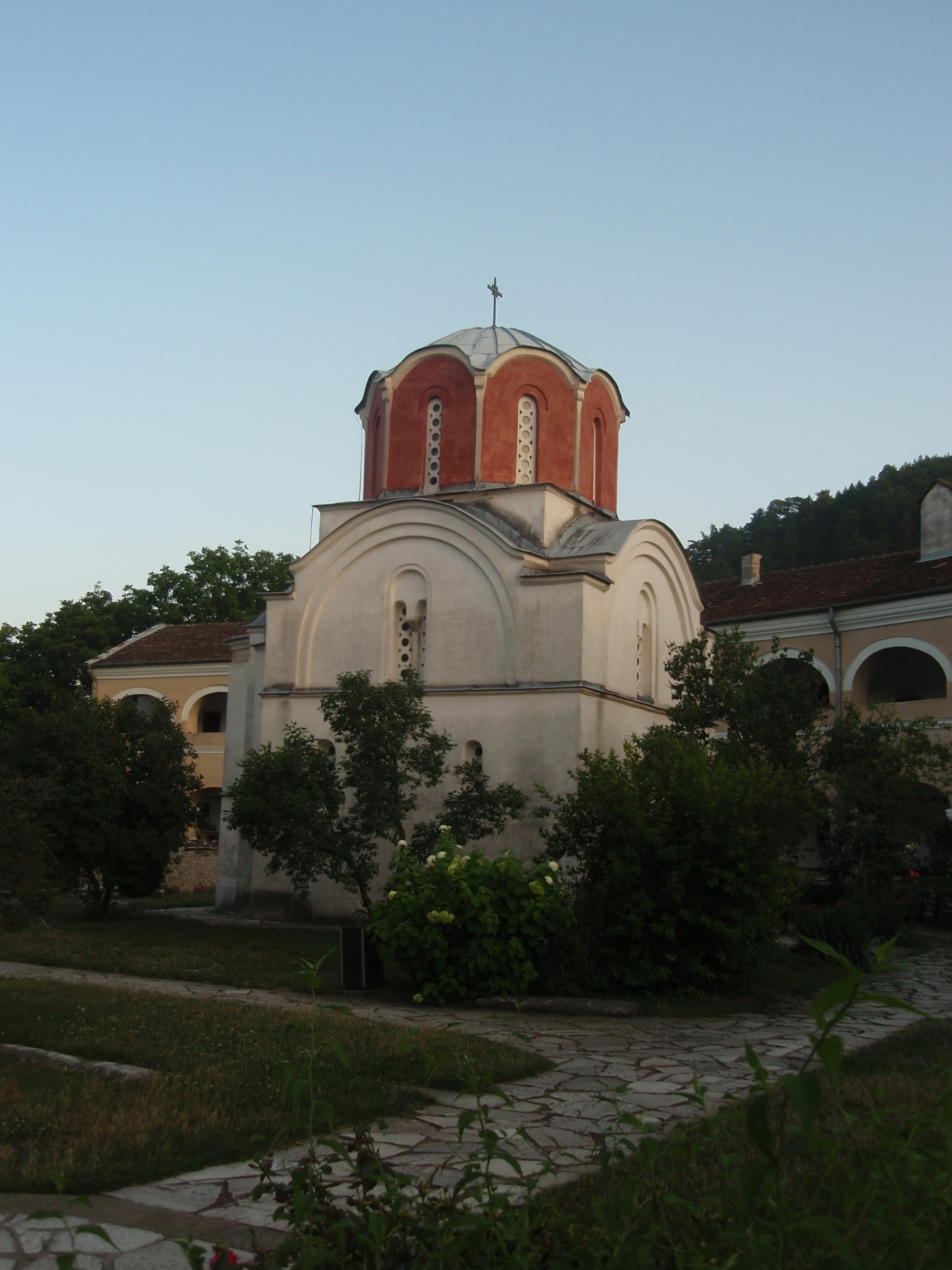
L'église du roi.
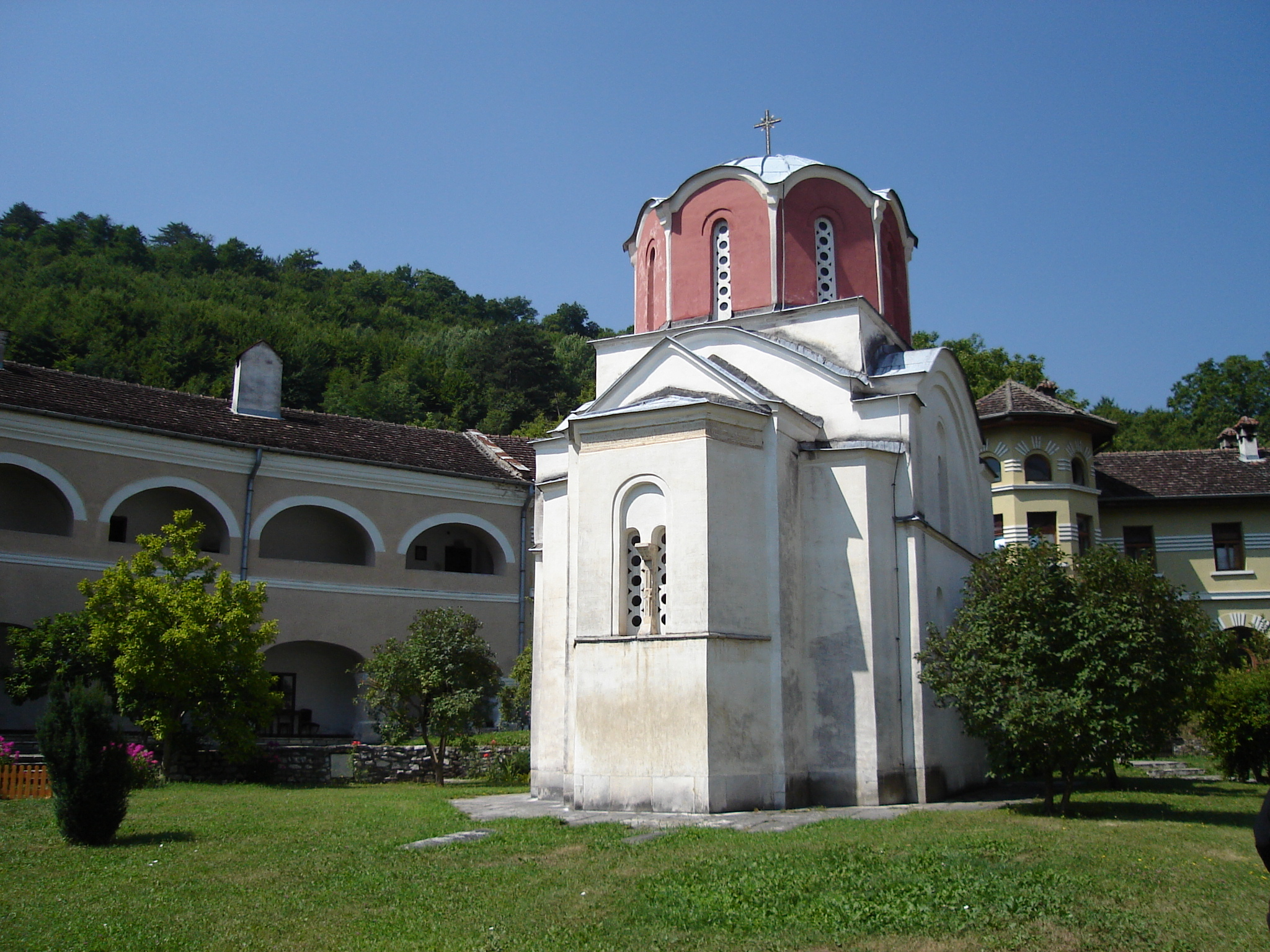
Autre vue de l'église du Roi.
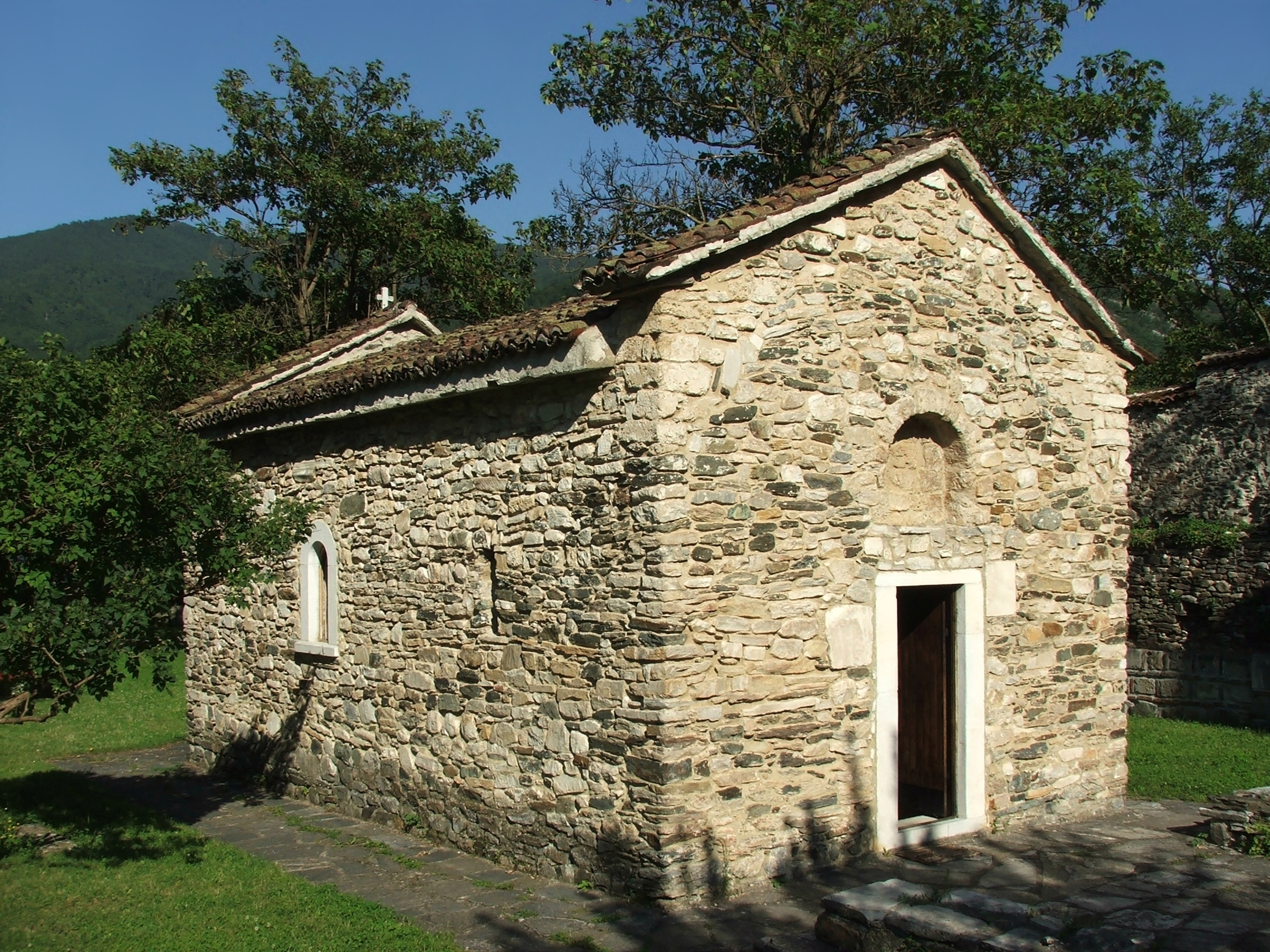
L'église Saint-Nicolas.
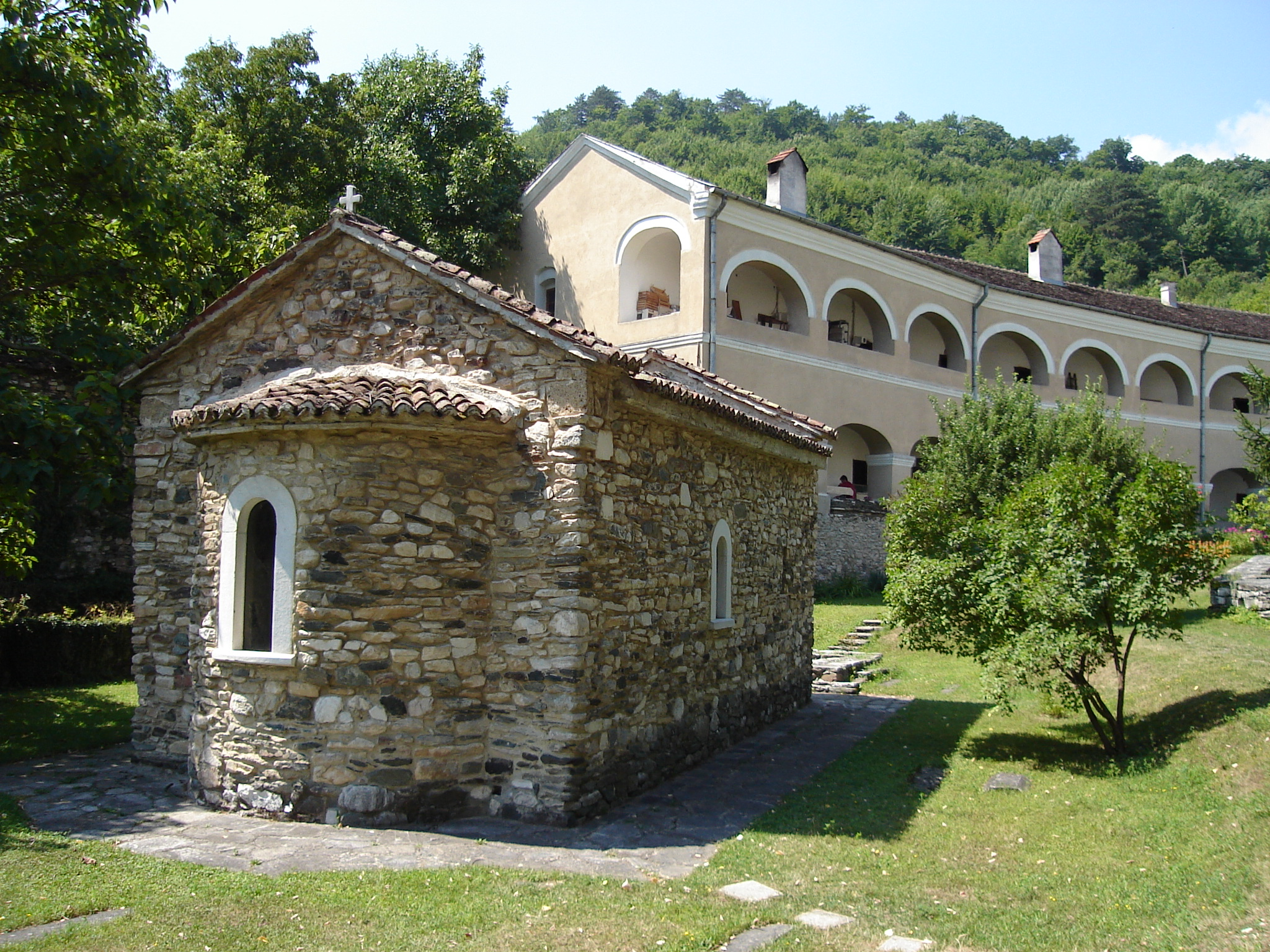
Autre vue de l'église Saint-Nicolas.

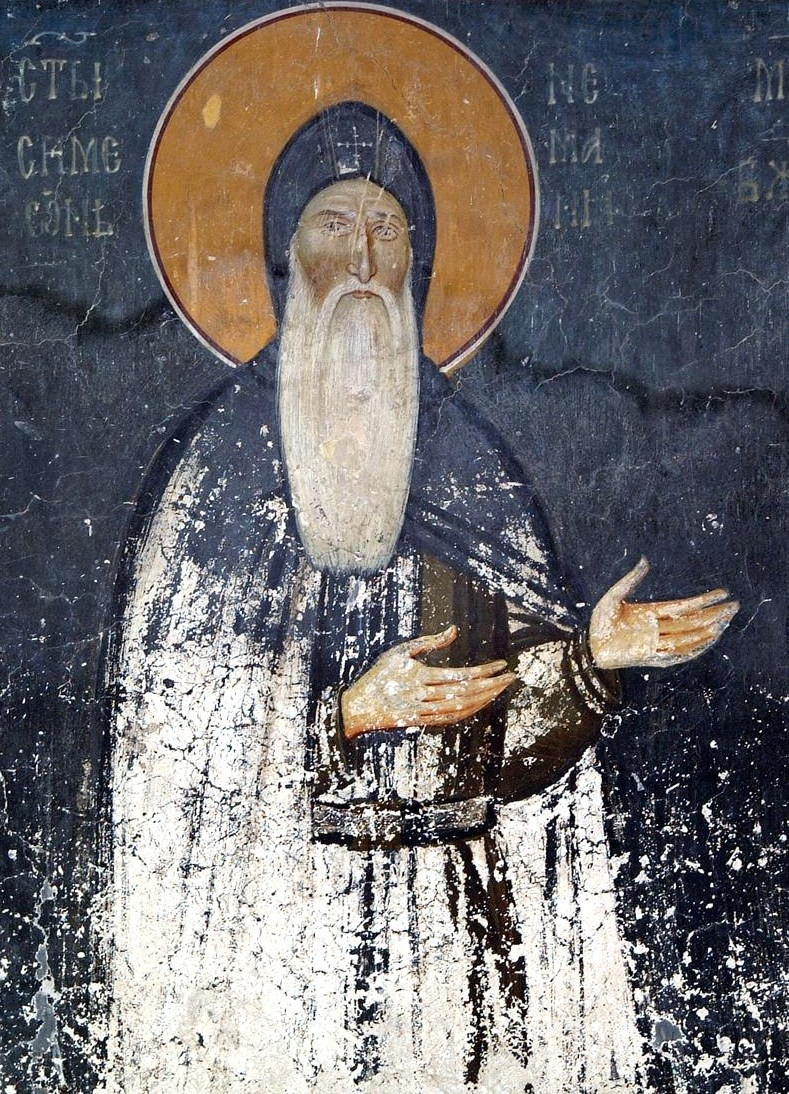
Saint Siméon, dans l'église du Roi.
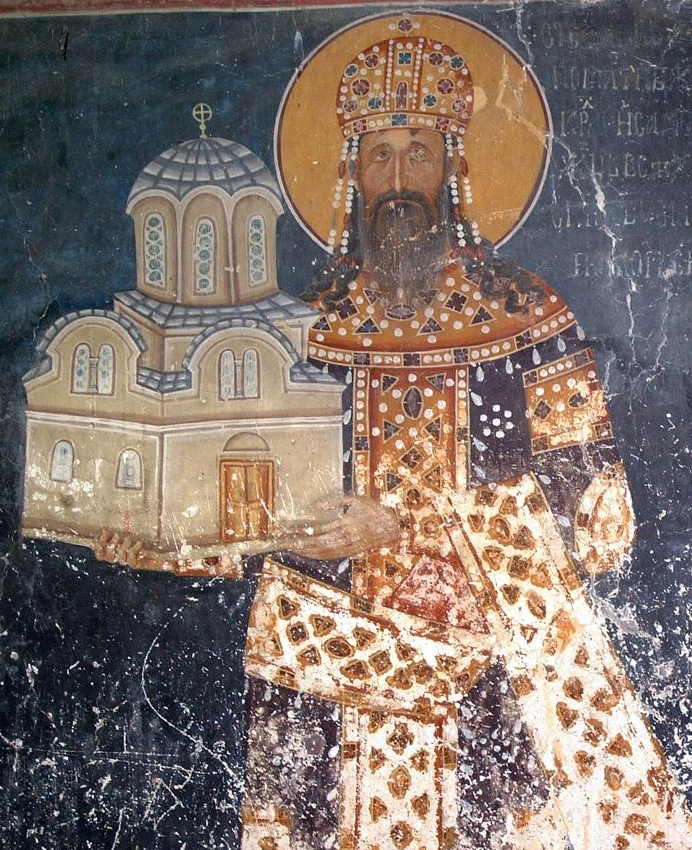
Le roi Stefan Milutin, dans l'église du Roi.
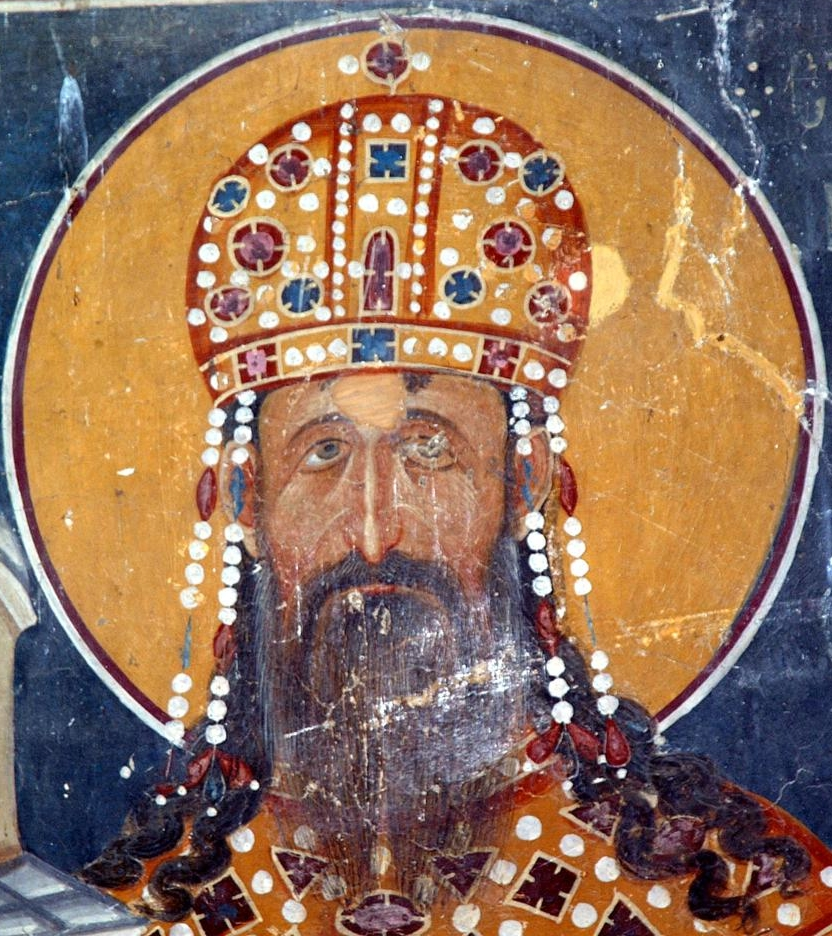
Détail de la fresque du roi Milutin.

## Site Héritage
Le monastère a été reconnu comme un site d’héritage culturel serbe en 1979 par le pays pour la raison de Monument de Culture d’Importance Exceptionnel
Puis en 1986, durant la 10e session, l'UNESCO déclare le site comme un site d’héritage national puisqu’elle coche les critères de sélection (i)(ii)(iv) et (vi) d’UNESCO Pour les raisons :   
i) L’église du Roi est décorée par les plus belle fresques peintes par Michael et Eutychios, les peintres fameux de Salonique. Peu après que l’église soit bâtie, ils ont peint le Cycle de vie de la Mère de Dieu, qui est une peinture exemplaire de l’art byzantine. Les peintres ont trouvé la meilleure façon d’exprimer leurs styles dans cette église. Avec de l’éclaircissage dans des couleurs brillantes, ombrage et lumière exécuté a secco, la densité de formes et des faces volumétriques combiné avec une superbe exécution, la perfection qui ressemble très près de leurs icônes ;  
ii) L’église de la Vierge est un modèle pour les autres églises bâtie dans le style unique de l’école de Raška, une branche spéciale d’architecture d’église d’est médiévale. Les murales du temple et le sanctuaire (exécuté en 1208-1209) sont parmi les premières exemples du style monumental qui émerge dans plusieurs régions à la suite de la prise de Constantinople en 1204 par les croisades. Ces peintures, qui sont caractérisées par un nouveau concept d’espace et expressivité, sont une étape importante dans l’histoire non seulement de l’art byzantin, mais aussi l’art occidental. ;  
iv) Studenica est un très bon exemple d’un monastère d’une église serbe orthodoxe et a une bonne histoire de préservé non seulement le nombre vaste de monument exceptionnel (église, réfectoires et des quartiers des moines du XIIIe au XVIIIe siècle) dans les murs circulaires, qui ont deux portes fortifiées, mais un environnement extrêmement significatif. Dans la zone protégée, il y a des églises et ermitages, carrière de marbre ou les bloques pour l’Église de la Mère de Dieu venait de et de site d’établissement médiévale pour les ouvriers et tailleurs de pierre. ;
vi) Studenica représente le point culminant de l’histoire serbe. Le monastère contient les restes du premier roi de la Serbie et le fondateur de Studenica Etienne Némania, les restes de sa femme Anastasia et aussi les restes de Etienne Syméon. C’est aussi ou Saint Sava le fils de Némania écrit les premiers récits en Serbe, d’ici il crée aussi l’Église orthodoxe serbe qui a reçu l’indépendance du patriarcat œcuménique. Jusqu’au XIXe siècle, Studenica restait le symbole de cette culture, de la même façon que le monastère Rila (inclus dans la liste de site d’Héritage mondial UNESCO en 1983) était pour la culture bulgare

## Protection et gestion
Le monastère appartient à l’Église orthodoxe serbe, cependant que la plupart des terrains sont la propriété de la république de Serbie. Le monastère bénéficie de la protection légale la plus haute que le pays peut offrir avec la loi sur l'héritage culturel de 1994. Il est de plus situé dans une région protégée par parc naturel Golija et autre protection qui viennent de la réserve biosphère de Studenica (MAB), Journal officiel de la république de Serbie, No .16/2009 ; le plan spatial de la Municipalité de Kraljevo (en préparation) et finalement le plan de zone et construction pour la protection des alentours du monastère Studenica (en préparation). La gestion de la propriété est avec l’Église orthodoxe serbe et le gouvernement serbe. L’entretien de la propriété est fondé par l’Église orthodoxe serbe, la république de Serbie et la municipalité de Kraljevo. La juridiction est divisée par des institutions gouvernementales qui incluent : l’institut de la protection de la culture des monuments de la Serbie ; l’institut régional de la protection des monuments culturelle à Kraljevo pour la prévention protective, conservation, restauration et présentation; l’Institut de la protection des monuments culturelles de la Serbie pour la recherche archéologique et aussi le musée local à Kraljevo pour garder les matériels archéologiques.
Tous les projets de restauration pour le monastère et les régions protégées sont à sujet d’approbation, autorisation et surveillance par un comité d’experts qui est responsable pour le Monastère employé par l’agence du ministre de la Culture serbe. Les responsables pour préparer les plans de gestion tombe sur l’institut de la protection culturelle des monuments de la Serbie, en vigueur depuis 2011. Il y a des indicateurs pour la surveillance de la propriété ont été identifier mais il n’y a pas de programme de surveillance formelle.
Préserver le monastère de Studenica doit requérir la complétion, l’approbation et l’implémentation du plan de gestion pour la propriété le plan spatial de la municipalité de Kraljevo, le plan de construction et zonage pour les endroits protégés autour du monastère; l’implémentation d’un programme de surveillance formel ainsi d’adressé les dangers potentiels connues et les risques à la propriété, incluent les dangers environnementaux, le nombre d’habitants et l’accumulation d’eau près du monastère.